# Californication (album)
Vous lisez un « bon article » labellisé en 2017.
Pour les articles homonymes, voir Californication.
Albums de Red Hot Chili Peppers
One Hot Minute
(1995) By the Way
(2002)
Singles
1. Around the World
Sortie : 14 septembre 1999
2. Scar Tissue
Sortie : 25 mai 1999
3. Parallel Universe
Sortie : 1er décembre 1999
4. Otherside
Sortie : 11 janvier 2000
5. Californication
Sortie : 19 juin 2000
6. Road Trippin'
Sortie : 9 janvier 2001

Californication (prononcé en anglais : [ˌkælɪˈfɔː(ɹ)nɪˈkeɪʃən]) est le septième album studio enregistré par le groupe californien de funk rock Red Hot Chili Peppers, paru le 8 juin 1999 chez Warner Bros. De nouveau produit par Rick Rubin, il marque le retour de John Frusciante à la guitare, après plusieurs années de dépendance aux drogues, et le départ de Dave Navarro. Il coïncide aussi avec un changement dans leur musique : un son plus funk rock, des chansons plus structurées et des riffs plus mélodiques. Les paroles se rapportent aux réflexions d'Anthony Kiedis sur la vie, l'amour, le sarcasme et le mode de vie californien, qui engendre l'utilisation du mot-valise Californication, de « Californie » et « fornication ».
Globalement bien accueilli par la critique, puis suivi d'une tournée mondiale d'une année et d'une centaine de concerts, Californication se place dans les cinq premiers des classements de ventes de nombreux pays, dont les États-Unis, le Royaume-Uni et la France. En conséquence, il obtient de nombreuses certifications à travers le monde : c'est le plus grand succès commercial du groupe avec plus de 15 millions d'exemplaires vendus, dont un tiers dans son pays d'origine, plus d'un million au Royaume-Uni et plus de 500 000 en Allemagne, en Australie, au Brésil et au Canada.
Bien que non nommé lors de la 42e cérémonie des Grammy Awards, l'album est indirectement récompensé par le Grammy de la meilleure chanson rock pour le single Scar Tissue. Il apparaît depuis dans plusieurs classements des « meilleurs albums de tous les temps », dont celui du Rolling Stone magazine, et dans les 1001 albums qu'il faut avoir écoutés dans sa vie de Robert Dimery.

## Historique

### Contexte

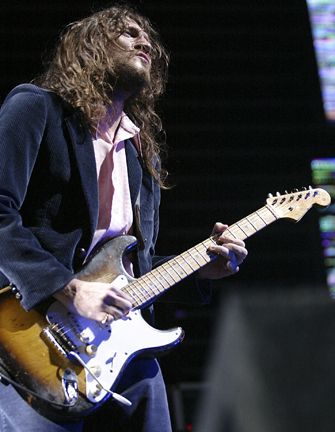
Californication marque le retour de John Frusciante au sein du groupe.

Avec trois albums à leur actif en juin 1988, les Red Hot Chili Peppers sont en état de choc après la mort de leur guitariste Hillel Slovak par overdose d'héroïne. Le batteur Jack Irons sombre dans la dépression et quitte le groupe,. Après quelques tâtonnements, le groupe se stabilise autour d'Anthony Kiedis au chant, Flea à la basse, John Frusciante à la guitare et Chad Smith à la batterie,. L'album Mother's Milk, sorti à la mi-août 1989, devient le premier succès des Red Hot Chili Peppers, obtenant un disque d'or aux États-Unis.
Après un changement de maison de disques en 1990, le groupe enregistre son cinquième album avec le producteur Rick Rubin. Blood Sugar Sex Magik sort en septembre 1991 et remporte un immense succès international. Incapable de gérer la pression liée à leur nouvelle célébrité, Frusciante sombre dans la drogue et quitte le groupe en mai 1992,. Arik Marshall termine la tournée à sa place, puis Dave Navarro, de Jane's Addiction, le remplace définitivement. Il apporte divers éléments de heavy metal et de rock psychédélique à la musique des Red Hot Chili Peppers, qui ne se sont pas intéressés à ces genres musicaux jusque-là,. Sorti en septembre 1995, le sixième album du groupe, One Hot Minute, se vend deux fois moins que son prédécesseur et reçoit un accueil critique désastreux. Navarro fait les frais des mauvaises performances du disque et de ses divergences avec Kiedis : il est renvoyé en avril 1998,.
Flea continue de rendre visite régulièrement à Frusciante après son départ, mais ce dernier se révèle instable et dangereux à cause de sa forte dépendance à l'héroïne et à la cocaïne. Malgré le décès par overdose de son ami River Phoenix, un documentaire de Johnny Depp intitulé Stuff sur ses conditions de vie sordides en 1993, la destruction de ses guitares et albums lors de l'incendie de sa maison le brûlant à plusieurs endroits, et une overdose qui manque de le tuer en 1996,, il sort deux albums solos en 1994 et 1997 dans le but avoué de payer ses drogues avec l'argent des ventes. Conseillé par ses amis et finalement décidé à retrouver la santé, il intègre un centre de désintoxication à Pasadena en janvier 1998 pour un mois, puis subit plusieurs opérations afin d'effacer les séquelles des drogues sur son corps et décide de changer de style de vie : il pratique l'ascétisme, l'abstinence sexuelle, le yoga et change d'alimentation,. Après le renvoi de Dave Navarro, Flea propose à Kiedis de réintégrer au groupe un Frusciante désormais libéré de ses addictions. Le chanteur approuve et le bassiste se rend chez Frusciante pour lui annoncer la nouvelle. Ce dernier lui répond que « rien ne pourrait le rendre plus heureux ». Ils lui achètent une Fender Stratocaster de 1962, rejouent ensemble pour la première fois en six ans et planifient leur prochain album,.

### Enregistrement et production
Pendant plusieurs semaines, les Red Hot Chili Peppers répètent quotidiennement dans le garage de Flea, reconverti en studio d'enregistrement. Kiedis et Frusciante passent beaucoup de temps ensemble en plus des répétitions, à discuter de la réalisation des chansons, des riffs de guitare et du contenu des paroles. Néanmoins, malgré sa bonne volonté, le guitariste n'est pas encore techniquement capable de réaliser tout ce qu'il veut, et estime qu'il ne récupèrera pas toutes ses capacités avant plusieurs années. Début juin, ils stoppent les répétitions et se rendent à Washington pour leur premier concert depuis le retour de Frusciante : le 12 au 9:30 Club (en). Deux jours plus tard, ils remontent sur scène lors du Tibetan Freedom Festival, au RFK Stadium, à la suite d'une promesse faite au dalaï-lama. De retour à Los Angeles, ils progressent sur l'écriture et la composition de leurs chansons. Seul le morceau Californication pose problème : malgré plusieurs essais d'arrangements et différents refrains, ils ne sont pas satisfaits du résultat. Pourtant, ils « sentent qu'il y a une chanson parfaite dedans ». Fin juin, une douzaine de morceaux sont terminés.

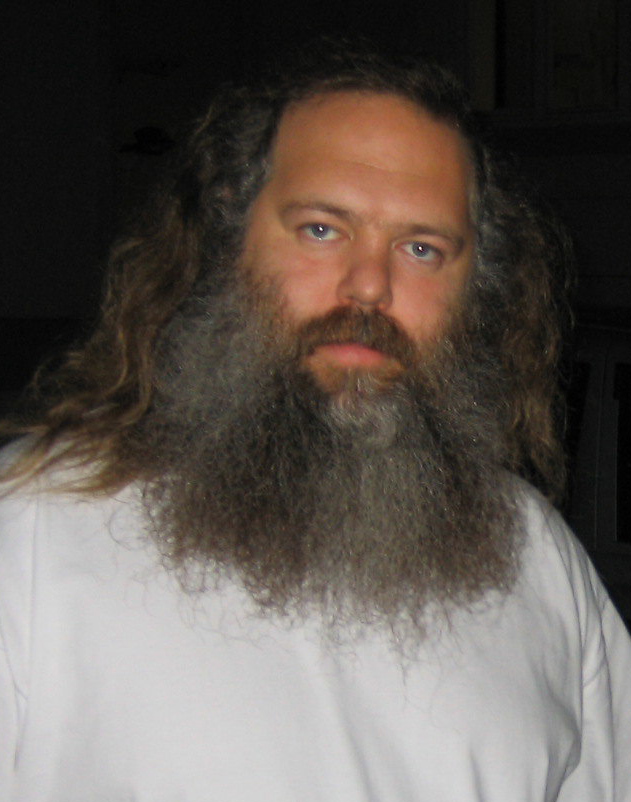
Rick Rubin produit leur troisième album consécutif.

Par la suite, Les Red Hot Chili Peppers décident de prendre un manager — sur recommandation de Rick Rubin. Ils s'orientent vers la société Q-Prime Management, qui a déjà travaillé avec Metallica, AC/DC ou encore Madonna — et de chercher un producteur. Brian Eno refuse pour la quatrième fois. David Bowie montre un grand intérêt pour travailler avec la formation et se propose, mais se voit finalement contraint de décliner à cause de trop nombreuses sollicitations. Rubin, qui a produit leurs deux derniers albums, est lui aussi très occupé. Daniel Lanois leur répond qu'il est déjà en prise avec U2 mais qu'il peut leur prêter son studio, un vieux cinéma qu'il a transformé en studio à Oxnard, pour faire une démo. Les Red Hot Chili Peppers s'y rendent et enregistrent onze chansons dans la journée. Le résultat est « éloquent et superbe », d'après Kiedis. Rubin les contacte deux semaines plus tard pour les informer qu'il a de la place dans son agenda, et ils choisissent donc de travailler à nouveau avec lui. Le lendemain, Lanois appelle Kiedis pour lui dire qu'il a écouté la démo et qu'il a reconsidéré sa position : il souhaite travailler avec eux car cela fait un moment qu'il n'a pas entendu quelque chose qui capte autant son attention. Appréciant la démarche et les compliments, le chanteur le remercie et lui explique qu'ils se sont néanmoins engagés ailleurs.
Avant de commencer à travailler sur l'album, Q-Prime Management leur programme une mini-tournée en Californie et dans le Nevada pour qu'ils se « dérouillent ». Après ces six dates en septembre, ils se rendent au Swing House, un studio à Cahuenga, pour répéter avec Rubin. Ce dernier les écoute jouer leurs riffs, les bouts de chansons ou les chansons qu'ils ont produits au cours de leurs jam sessions dans le garage de Flea, et prend des notes sur ce qu'il entend. Le groupe investit les studios Cello de Los Angeles au mois de décembre pour débuter l'enregistrement de l'album. L'avancement des sessions étant satisfaisant, ils s'accordent une pause pour Noël. Ils reprennent début janvier 1999 et ont déjà vingt-cinq chansons sur cassettes, mais Kiedis insiste pour terminer Californication car il considère que c'est « l'ancre de tout l'album, qu'[il] n'a pas écrit de telles paroles depuis bien longtemps et que par conséquent, elle doit figurer ». Quelques jours avant la fin de leurs sessions d'enregistrement, Frusciante revient en courant dans le studio, s'écriant qu'il a Californication. Il s’assoit et joue « cette combinaison encore incroyablement envoûtante clairsemée de notes », puis se met à chanter. Kiedis se dit que c'est à la limite de ses capacités mais que c'est faisable. Flea et Smith sont mis au courant et le quatuor répète deux fois le morceau avant de faire la prise. Le chanteur ressent du soulagement et de la satisfaction de savoir que la chanson ne finira pas à la poubelle comme un certain nombre d'autres dans lesquelles il plaçait ses espoirs.
Les Red Hot Chili Peppers réalisent ensuite le mixage du disque en mars puis le font écouter à leurs proches. Bien que les premières réactions soient positives, les deux dirigeants de Q-Prime Management ne semblent pas vraiment impressionnés par leur travail. Néanmoins, ils ne s'inquiètent pas pour autant puisque l'album est comme ils le désirent et ils ne souhaitent ainsi pas anticiper sur son accueil par le public comme ils se sont attachés à le faire auparavant. Le retour de Frusciante au sein du groupe a également harmonisé la vie de celui-ci dans le processus de réalisation du disque : il fait découvrir aux autres son nouveau style de vie et dévoile davantage son amour pour la musique. Chad Smith déclare d'ailleurs qu'« il respire l'art et la musique jour et nuit, c'est devenu sa raison d'être », tandis que le guitariste confirme à plusieurs reprises que la réalisation de ce disque est celle qu'il a préférée.

## Parution et accueil

### Sortie et promotion
Lors de la réunion avec Q-Prime Management, le groupe présente Scar Tissue, Otherside et Californication. Cliff Bernstein, l'un des deux dirigeants, décide que Scar Tissue sera le premier single et qu'il sera accompagné d'un clip. Sur une idée de Chris Rock, les Red Hot Chili Peppers commencent la promotion de leur nouvel opus en se produisant dans les bals de promo de lycées américains. Mais à la suite de la fusillade de Columbine le 20 avril 1999, la peur règne dans les établissements scolaires. Ils décident alors d'offrir un billet gratuit pour leur concert à tous les élèves qui rédigeront un essai sur « comment rendre leurs écoles meilleures, plus sûres et plus heureuses, de sorte qu'ils n'aient plus peur d'y aller ». L'accueil qu'ils reçoivent pour cette initiative est au-delà de leurs espérances.
Scar Tissue sort le 25 mai et atteint la neuvième place du classement des ventes de singles aux États-Unis, la quinzième de son homologue britannique et la soixante-sixième en France,. Californication sort quinze jours plus tard. Cinq autres singles en sont extraits mais aucun égale ou dépasse le premier : Around the World le 14 septembre, Otherside le 11 janvier 2000, Californication le 20 mai, Road Trippin' uniquement en Europe le 18 novembre, puis Parallel Universe sous forme de single promotionnel pour les radios américaines en mars 2001. En mars 2006, une édition iTunes est mise en vente dans une version incluant trois nouveaux titres inédits : Dance Fat, Over Funk et Quixoticelixer.

### Accueil critique
Californication reçoit des critiques globalement positives. Ainsi, Greg Prato, pour AllMusic, déclare qu'avec cet album, « les Red Hot Chili Peppers renaissent de leurs cendres tel un phénix » et que « la raison évidente de cette renaissance est le retour de Frusciante », estimant qu'il est le « guitariste des Red Hot Chili Peppers par excellence ». Avec Kiedis à son sommet vocalement, le journaliste considère le disque comme « un véritable classique du groupe ». Greg Tate, de Rolling Stone, partage son avis sur le chant : « ses cordes vocales ont visiblement été touchées à certains moments et lors de sa cure de désintoxication mais toute la gamme est désormais revenue, avec le corps, la hauteur, la sentimentalité et la sensibilité mélodique ». Le résultat est, selon lui, « spirituel et épiphanique » et mène la formation « vers le Graal du funk ». Le critique Robert Christgau considère d'ailleurs qu'ils rentrent dans « une nouvelle Ère ».
David Browne, d'Entertainment Weekly, et Matthijs van der Lee, de Sputnikmusic, attribuent également l'évolution positive de la musique des Red Hot Chili Peppers au retour de Frusciante, le premier lui reconnaissant « un son plus détendu, moins grinçant, et d'une certaine façon, plus introspectif que jamais », tandis que le second n'hésite pas à affirmer que le groupe aurait été très loin de réaliser un tel disque sans lui. Ce dernier pointe les progrès du guitariste « à avoir une approche plus optimiste dans la composition de ses mélodies », mais met aussi l'accent sur la voix de Kiedis, « désormais capable de chanter clairement avec de l'émotion et presque de la douceur ». Brent DiCrescenzo, pour Pitchfork, partage cet avis, louant la qualité de jeu de Frusciante au point d'en faire « le meilleur guitariste américain de rock du moment » et dénigrant tout de même les paroles des chansons qu'il trouve « déplacées ». Néanmoins, il considère que les « Red Hot Chili Peppers sont ce qui se rapprochent le plus de Led Zeppelin aujourd'hui. Ce sont les seuls à pouvoir fournir de la musique de qualité, commerciale et qu'on peut écouter en voiture ou avec des écouteurs ; à pouvoir remplir des stades et à être des champions du rock ».
Mark Woodlief, journaliste du Ray Gun (en), note l'équilibre de l'album entre base de guitare acoustique et rock rythmé, parsemé de passages disco ou aux accents de western, et compare certaines « envolées de Frusciante » à celles de Hendrix. Pour Dennis O'Dell, de la BBC, c'est également la preuve que « ce sont bien plus que des fêtards prêts à mettre une ville sens dessus dessous », mais également celle qu'ils font partie des meilleurs groupes au monde, leur notoriété d'aujourd'hui étant encore grandement liée à cette renaissance. Stephen Thompson, de l'A.V. Club, admet ainsi que si les gens cherchent un bon album des Red Hot Chili Peppers, Californication doit être sans faute dans le lot. Le magazine NME voit dans la chanson homonyme une vague ressemblance avec Stairway to Heaven de Led Zeppelin, mais semble surtout déçu de ne pas retrouver le son funk emblématique du groupe : « Pouvons-nous récupérer de notre mort cérébrale, de cet animal rock à moitié habillé en funk-hop, s'il-vous-plait ? Toute cette fausse empathie me donne la chair de poule ».
Relativement épargné à sa sortie, l'album est par la suite régulièrement cité parmi les disques victimes de la guerre du volume. Trop fort, il souffre de fait de clipping numérique et le Stylus estime par conséquent que même « un consommateur non-audiophile s'en plaindrait ». Tim Anderson, du Guardian, évoque pour sa part « une compression et une distorsion excessive » dans le processus de matriçage numérique.

### Succès commercial et postérité
Californication débute à la troisième place du Billboard 200, classement américain des ventes d'albums, avec quasiment 200 000 exemplaires vendus la première semaine. Il obtient une place de mieux au Canada et prend la tête des classements de ventes en Australie et en Nouvelle-Zélande,. En Europe, il observe également de très bons résultats puisqu'il se classe premier en Finlande et en Norvège,, deuxième en France, cinquième au Royaume-Uni, et régulièrement dans les cinq, voire trois premiers dans les autres pays.
Conséquences de ses bonnes ventes, l'album est certifié disque d'or et disque de platine un mois et demi après sa sortie aux États-Unis, et y est désormais quintuple disque de platine depuis janvier 2003, soit plus d'un demi-million de copies écoulées. Il est aussi octuple disque de platine en Nouvelle-Zélande, et sextuple disque de platine en Australie et au Canada,. En Allemagne, comme l'atteste sa présence de 114 semaines aux Media Control Charts, Californication est l'album le plus vendu du groupe : triple disque d'or avec plus de 750 000 exemplaires vendus,. Il est également quadruple disque de platine au Royaume-Uni, soit plus d'un million d'unités vendues, ainsi que multiples disque de platine dans d'autres pays européens. Il est certifié double disque d'or en France après six mois, synonyme de 200 000 ventes, et est par ailleurs double disque de platine en Argentine et au Brésil,. En 2009, l'album demeure le plus grand succès du groupe avec plus de 15 millions d'exemplaires vendus dans le monde. En juillet 2011, 5,6 millions de copies avaient été écoulées dans son pays d'origine, soit près d'un tiers des ventes mondiales de l'album.
Lors de la 42e cérémonie des Grammy Awards qui se déroule au Staples Center de Los Angeles le 23 février 2000, les Red Hot Chili Peppers sont récompensés du Grammy Award de la meilleure chanson rock pour Scar Tissue. Même si l'album n'est pas directement récompensé par un prix à sa sortie, il reste populaire dans les années qui suivent. Ainsi, dès 2001, le magazine Rock Hard le classe 214e de son « Top 300 Albums ». Deux ans plus tard, Rolling Stone le met à la 401e place de ses « 500 plus grands albums de tous les temps », ajoutant que « le gémissement amical de Kiedis et le retour de Frusciante ont permis la composition de chansons magnifiques telles que Scar Tissue ». L'édition allemande du magazine le place 189e de son classement l'année suivante. En 2006, il figure dans Les 1001 albums qu'il faut avoir écoutés dans sa vie de Robert Dimery, dans les « 200 meilleurs albums des années 1990 » des magazines britanniques Classic Rock et Metal Hammer et en 89e position des « 100 meilleurs albums de la période 1993-2006 » par Mojo.

### Classements et certifications

#### Album
| Classement musical                 | Meilleure position | Durée du classement | Date            |
| ---------------------------------- | ------------------ | ------------------- | --------------- |
| Allemagne (GfK Entertainment)      | 2                  | 112 semaines        | 21 juin 1999    |
| Australie (ARIA)                   | 1                  | 97 semaines         | 20 juin 1999    |
| Autriche (Ö3 Austria Top 40)       | 2                  | 128 semaines        | 18 juillet 1999 |
| Belgique (Flandre Ultratop)        | 6                  | 198 semaines        | 26 juin 1999    |
| Belgique (Wallonie Ultratop)       | 13                 | 149 semaines        | 5 août 1999     |
| Canada (Canadian Albums Chart)     | 4                  | 50 semaines         | 21 juin 1999    |
| États-Unis (Billboard 200)         | 3                  | 102 semaines        | 26 juin 1999    |
| Espagne (Promusicae)               | 68                 | 2 semaines          | 8 avril 2007    |
| Finlande (Suomen virallinen lista) | 1                  | 62 semaines         | 14 juin 1999    |
| France (SNEP)                      | 2                  | 128 semaines        | 12 juin 1999    |
| Italie (FIMI)                      | 7                  | 90 semaines         | 17 février 2000 |
| Norvège (VG-lista)                 | 1                  | 70 semaines         | 14 juin 1999    |
| Nouvelle-Zélande (RIANZ)           | 1                  | 81 semaines         | 16 janvier 2000 |
| Pays-Bas (Mega Album Top 100)      | 2                  | 135 semaines        | 22 juillet 2000 |
| Pologne (ZPAV)                     | 22                 | ?                   | 29 août 2011    |
| Portugal (AFP)                     | 2                  | 43 semaines         | 20 juin 2022    |
| Royaume-Uni (UK Albums Chart)      | 5                  | 169 semaines        | 19 juin 1999    |
| Suède (Sverigetopplistan)          | 1                  | 71 semaines         | 24 février 2000 |
| Suisse (Schweizer Hitparade)       | 3                  | 127 semaines        | 20 juin 1999    |

| Pays                     | Ventes      | Certifications | Date              |
| ------------------------ | ----------- | -------------- | ----------------- |
| Allemagne (BVMI)         | 750 000 +   | 3 × Or         | 2006              |
| Argentine (CAPIF)        | 120 000 +   | 2 × Platine    | 1er juin 2001     |
| Australie (ARIA)         | 560 000 +   | 8 × Platine    | 9 juin 2006       |
| Autriche (IFPI Autriche) | 100 000 +   | 2 × Platine    | 1er novembre 2003 |
| Belgique (BEA)           | 50 000 +    | Platine        | 31 mars 2000      |
| Brésil (ABPD)            | 160 000 +   | 2 × Platine    | 2002              |
| Canada (Music Canada)    | 600 000 +   | 6 × Platine    | 1er octobre 2001  |
| Espagne (Promusicae)     | 200 000 +   | 2 × Platine    | 2014              |
| États-Unis (RIAA)        | 7 000 000 + | 7 × Platine    | 28 septembre 2021 |
| Finlande (IFPI-FIN)      | 62 365 +    | Platine        | 2000              |
| France (SNEP)            | 200 000 +   | 2 × Or         | 21 décembre 1999  |
| Italie (FIMI)            | 120 000 +   | 2 × Platine    | 2022              |
| Norvège (IFPI Norvège)   | 25 000 +    | Or             | ?                 |
| Nouvelle-Zélande (RMNZ)  | 120 000 +   | 8 × Platine    | 11 février 2001   |
| Pays-Bas (NVPI)          | 200 000 +   | 2 × Platine    | 2000              |
| Pologne (ZPAV)           | 100 000 +   | Platine        | 20 septembre 2000 |
| Royaume-Uni (BPI)        | 1 200 000 + | 4 × Platine    | 26 juillet 2013   |
| Suède (GLF)              | 160 000 +   | 2 × Platine    | 2001              |
| Suisse (IFPI Suisse)     | 100 000 +   | 2 × Platine    | 2000              |

#### Singles
| Chart                   | Durée du classement | Position | Date              | Certifications                          |
| ----------------------- | ------------------- | -------- | ----------------- | --------------------------------------- |
| Hot 100                 | 29 semaines         | 9e       | 2 octobre 1999    | 4 × Platine · \| Or · Platine · Platine |
| Mainstream Rock Tracks  | 29 semaines         | 1er      | 17 juillet 1999   | 4 × Platine · \| Or · Platine · Platine |
| Alternative Songs       | 26 semaines         | 1er      | 26 juin 1999      | 4 × Platine · \| Or · Platine · Platine |
| Single Top 100          | 9 semaines          | 75e      | 9 août 1999       | 4 × Platine · \| Or · Platine · Platine |
| ARIA Charts             | 18 semaines         | 15e      | 25 juillet 1999   | 4 × Platine · \| Or · Platine · Platine |
| RPM Top Singles         | 32 semaines         | 4e       | 15 novembre 1999  | 4 × Platine · \| Or · Platine · Platine |
| Suomen virallinen lista | 2 semaines          | 16e      | 14 juin 1999      | 4 × Platine · \| Or · Platine · Platine |
| Single Top 100          | 7 semaines          | 66e      | 4 décembre 1999   | 4 × Platine · \| Or · Platine · Platine |
| RMNZ Singles Top40      | 16 semaines         | 3e       | 4 juillet 1999    | 4 × Platine · \| Or · Platine · Platine |
| Mega Top 50             | 22 semaines         | 38e      | 11 septembre 1999 | 4 × Platine · \| Or · Platine · Platine |
| UK Singles Chart        | 7 semaines          | 15e      | 12 juin 1999      | 4 × Platine · \| Or · Platine · Platine |

| Chart                  | Durée du classement | Position | Date             | Certifications |
| ---------------------- | ------------------- | -------- | ---------------- | -------------- |
| Mainstream Rock Tracks | 14 semaines         | 16e      | 17 juillet 1999  | Or             |
| Alternative Songs      | 23 semaines         | 7e       | 20 novembre 1999 | Or             |
| ARIA Charts            | 1 semaine           | 49e      | 17 octobre 1999  | Or             |
| RMNZ Singles Top40     | 8 semaines          | 35e      | 17 octobre 1999  | Or             |
| Mega Top 50            | 7 semaines          | 69e      | 23 octobre 1999  | Or             |
| UK Singles Chart       | 2 semaines          | 35e      | 12 février 2000  | Or             |

| Chart                  | Durée du classement | Position | Date            | Certifications                       |
| ---------------------- | ------------------- | -------- | --------------- | ------------------------------------ |
| Hot 100                | 22 semaines         | 14e      | 27 mai 2000     | 3 × Platine · Or · Platine · Platine |
| Mainstream Rock Tracks | 29 semaines         | 1er      | 17 juillet 1999 | 3 × Platine · Or · Platine · Platine |
| Alternative Songs      | 27 semaines         | 1er      | 19 février 2000 | 3 × Platine · Or · Platine · Platine |
| Single Top 100         | 9 semaines          | 44e      | 28 février 2000 | 3 × Platine · Or · Platine · Platine |
| ARIA Charts            | 9 semaines          | 31e      | 19 mars 2000    | 3 × Platine · Or · Platine · Platine |
| RPM Top Singles        | 24 semaines         | 32e      | 22 mai 2000     | 3 × Platine · Or · Platine · Platine |
| FIMI                   | 6 semaines          | 17e      | 10 février 2000 | 3 × Platine · Or · Platine · Platine |
| RMNZ Singles Top40     | 26 semaines         | 5e       | 27 février 2000 | 3 × Platine · Or · Platine · Platine |
| Mega Top 50            | 17 semaines         | 24e      | 4 mars 2000     | 3 × Platine · Or · Platine · Platine |
| UK Singles Chart       | 2 semaines          | 33e      | 12 février 2000 | 3 × Platine · Or · Platine · Platine |
| Sverigetopplistan      | 10 semaines         | 19e      | 9 mars 2000     | 3 × Platine · Or · Platine · Platine |
| Schweizer Hitparade    | 7 semaines          | 65e      | 12 mars 2000    | 3 × Platine · Or · Platine · Platine |

| Chart                  | Durée du classement | Position | Date            | Certifications                               |
| ---------------------- | ------------------- | -------- | --------------- | -------------------------------------------- |
| Hot 100                | 19 semaines         | 69e      | 14 octobre 2000 | 5 × Platine · Or · 2 × Platine · 2 × Platine |
| Mainstream Rock Tracks | 26 semaines         | 1er      | 26 août 2000    | 5 × Platine · Or · 2 × Platine · 2 × Platine |
| Alternative Songs      | 26 semaines         | 1er      | 12 août 2000    | 5 × Platine · Or · 2 × Platine · 2 × Platine |
| Single Top 100         | 9 semaines          | 63e      | 31 juillet 2000 | 5 × Platine · Or · 2 × Platine · 2 × Platine |
| ARIA Charts            | 2 semaines          | 44e      | 2 juillet 2000  | 5 × Platine · Or · 2 × Platine · 2 × Platine |
| RPM Top Singles        | 12 semaines         | 59e      | 9 octobre 1999  | 5 × Platine · Or · 2 × Platine · 2 × Platine |
| FIMI                   | 3 semaines          | 19e      | 22 juin 2000    | 5 × Platine · Or · 2 × Platine · 2 × Platine |
| RMNZ Singles Top40     | 14 semaines         | 8e       | 13 août 2000    | 5 × Platine · Or · 2 × Platine · 2 × Platine |
| Mega Top 50            | 9 semaines          | 41e      | 15 juillet 2000 | 5 × Platine · Or · 2 × Platine · 2 × Platine |
| UK Singles Chart       | 7 semaines          | 16e      | 19 août 2000    | 5 × Platine · Or · 2 × Platine · 2 × Platine |
| Sverigetopplistan      | 8 semaines          | 37e      | 20 juillet 2000 | 5 × Platine · Or · 2 × Platine · 2 × Platine |

| Single            | Chart               | Durée du classement | Position | Date            |
| ----------------- | ------------------- | ------------------- | -------- | --------------- |
| Parallel Universe | Alternative Songs   | 2 semaines          | 37e      | 24 mars 2001    |
| Road Trippin'     | Single Top 100      | 4 semaines          | 89e      | 29 janvier 2001 |
| Road Trippin'     | FIMI                | 9 semaines          | 21e      | 21 janvier 2001 |
| Road Trippin'     | RMNZ Singles Top40  | 1 semaine           | 44e      | 25 février 2001 |
| Road Trippin'     | Mega Top 50         | 10 semaines         | 80e      | 6 janvier 2001  |
| Road Trippin'     | UK Singles Chart    | 2 semaines          | 30e      | 13 janvier 2001 |
| Road Trippin'     | Schweizer Hitparade | 2 semaines          | 91e      | 28 janvier 2001 |

### Tournées
Dix jours après la sortie de l'album, les Red Hot Chili Peppers embarquent pour une tournée mondiale, simplement intitulée Californication Tour, qui débute avec trois dates aux États-Unis, dont la dernière est la clôture du festival de Woodstock 1999, devenu tristement célèbre pour la violence qui en a résulté,. Le groupe apprend quelques minutes avant d'arriver que l'organisation est dépassée et que la foule est hors de contrôle. Kiedis estime alors qu'« il était clair que cela n'avait plus rien à voir avec Woodstock. Ce n'était plus un symbole de paix et d'amour, mais de cupidité et d'enrichissement... » Mais la situation dégénère encore plus lorsqu'ils achèvent leur concert en rendant hommage à Jimi Hendrix avec la chanson Fire : plusieurs femmes faisant du slam et participant au mosh sont violées, tandis que des propriétés avoisinantes sont pillées et détruites,. Depuis la scène, ils ont la sensation de participer à un festival de rock comme ils en avaient déjà faits et ne se doutent pas en repartant chez eux de l'aggravation de la situation. Mais le lendemain, « ils se réveillent dénigrés par les journaux et les stations de radio pour avoir joué Fire ».
Faisant fi des critiques, le groupe part en Europe pour une courte tournée. Celle-ci débute le 14 août par un concert gratuit à Moscou pour l'inauguration de la chaîne MTV russe. Une foule de plus de 200 000 personnes les attend sur la place Rouge et celle-ci est « tellement remplie d'un bout à l'autre qu'[ils] ont besoin d'une escorte policière pour accéder à la scène ». Ensuite, ils jouent aux arènes de Nîmes le 25, au Zénith de Paris le 26, au festival Pukkelpop en Belgique le 27, et terminent par les Reading and Leeds Festivals les 29 et 30,,. Ils se produisent début octobre à l'Estación Mapocho de Santiago, au Luna Park de Buenos Aires, au Credicard Hall de São Paulo et au Palais des sports de Mexico. Pour la sortie du single Around the World le 26 octobre, la formation donne un concert au Windows on the World, un restaurant situé au 107e étage du World Trade Center,. Les Red Hot Chili Peppers reviennent ensuite en Europe jusqu'à la fin du mois de novembre, avec notamment un passage à la Wembley Arena le 6, à Bercy le 16, et à la patinoire de Mériadeck, à Bordeaux, le 18. Nommés dans deux catégories aux Billboard Music Awards 1999, ils font une apparition sur la scène du MGM Grand Las Vegas, puis terminent l'année par quatre concerts en Californie, concluant par un concert devant une partie de leurs proches lors du réveillon de la Saint-Sylvestre au Forum d'Inglewood, leur ville de résidence.

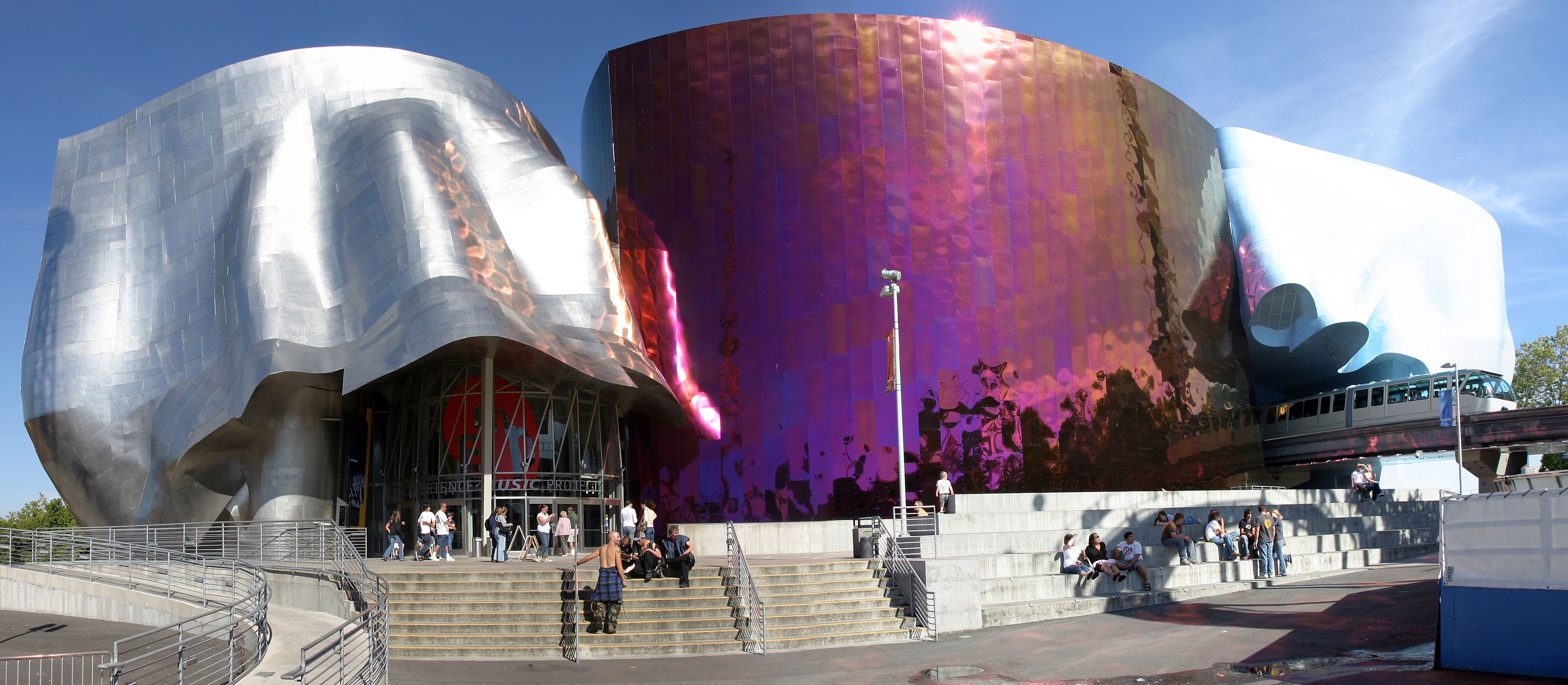
Sur la demande de Paul Allen, le cofondateur de Microsoft, les Red Hot Chili Peppers inaugurent l'Experience Music Project de Seattle.

Pour la première fois depuis le départ de Frusciante, le groupe rejoue au Japon : cinq dates début janvier 2000, dont trois au Nippon Budokan de Tokyo. Les Red Hot Chili Peppers s'envolent ensuite pour une semaine en Nouvelle-Zélande et en Australie pour le Big Day Out, où ils sont tête d'affiche. Ils se produisent ainsi pour l'inauguration du stade olympique de Sydney,. Alors que se profile la tournée nord-américaine, prévue de fin mars à fin septembre avec plus de soixante-dix concerts dans les plus grandes villes du pays, telles que Austin, Baltimore, Dallas, Houston, New York, Phoenix ou encore Portland, Flea ne se sent pas d'enchaîner autant de dates puisqu'il est déjà « au bout du rouleau ». Il propose alors au groupe l'idée de faire trois semaines de concerts et dix jours de repos afin de rendre la tournée moins pénible. Les trois autres membres acceptent, sachant que ce sera moins rémunérateur pour eux puisqu'ils continuent de payer l'organisation pendant leur repos et qu'il n'y a aucune rentrée d'argent en parallèle. Seul le plaisir pris sur scène compte à leurs yeux. Dans le même temps, ils décident également de reverser 5 % de leurs revenus à des associations caritatives.
Pendant leur tournée nord-américaine, ils sont approchés par Paul Allen, le cofondateur de Microsoft, pour jouer lors de l'inauguration le 23 juin de l'Experience Music Project de Seattle, centre culturel et musée interactif du rock 'n' roll conçu par l'architecte Frank Gehry. Après les représentations pour le Bridge School Benefit (en) les 28 et 29 octobre et au KeyArena de Seattle les 5 et 6 novembre, le Californication Tour s'achève par la cérémonie des My VH1 Music Awards (en) le 30 novembre après un peu plus d'un an et une centaine de concerts,.

## Caractéristiques artistiques

### Thèmes et composition
Californication marque un changement de style pour les Red Hot Chili Peppers. Là où One Hot Minute combine divers éléments de heavy metal et de rock psychédélique, il présente des chansons funk rock comme Around the World, Get on Top, I Like Dirt, Purple Stain et Right on Time. Le groupe compose également des chansons plus structurées, avec davantage de riffs mélodiques, comme sur Otherside et Scar Tissue. Pour cette dernière, Frusciante se sert d'une technique qu'il a déjà expérimenté en 1994 sur son premier album solo Niandra LaDes and Usually Just a T-Shirt : il construit sa ligne de guitare avec deux notes éloignées pour produire un « rythme cool ». Il considère que c'est « un exemple très simple de la technique, mais [il] pense que ça se rapproche de [son] style ». Il y utilise aussi un bottleneck pour les solos.
Get on Top est réalisée après une jam session, alors que Frusciante vient d'écouter Public Enemy peu de temps avant : « en venant répéter, je tapais du pied au rythme de la chanson ». Le solo de guitare joué au milieu de la chanson est plus sobre qu'il ne devait l'être à l'origine, malgré l'utilisation intensive de la pédale wah-wah. Le guitariste explique qu'il pensait faire comme Steve Howe, de Yes, sur Siberian Khatru, où « le son du groupe est vraiment bon, ils jouent très vite, et ce solo de guitare qui prend le dessus, c'est vraiment beau, comme s'il venait de le sortir de son imagination ». Mais il change d'avis pour « avoir quelque chose qui contraste entre le solo et le fond ». Le morceau Savior comporte beaucoup d'effets, dont les principaux sont réalisés avec une pédale Micro Synth de chez Electro-Harmonix, avec 16 secondes de délai. Frusciante s'est « directement inspiré des solos de Eric Clapton et de Cream » et « a modifié le son avec des effets ».
Le single Around the World, qui se rapproche de l'influence funk du groupe, est composé par Frusciante à son domicile. Le rythme et le tempo sont trop complexes pour qu'il puisse la jouer seul, ce qui l'oblige à demander l'aide du reste du groupe, le but étant pour eux de bien la comprendre. Le lick de la basse est composé en « environ 15 minutes » selon Frusciante. Quant à Californication, elle se révèle difficile à créer : les musiciens rencontrent des difficultés pour jouer l'ensemble de guitares que Frusciante a écrites dans le but d'être associé aux paroles lyriques et poignantes. Ils l'auraient abandonnée si Kiedis n'avait pas insisté pour l'inclure sur l'album. Le guitariste prend exemple sur Carnage Visors des Cure pour son riff final,.
Écrites par Kiedis, les paroles de l'album se basent sur ses idées, ses perspectives, sa perception de la vie et sa signification. Il fait également part de ses réflexions autour de l'amour, pour lesquelles il s'inspire de sa relation avec la styliste Yohanna Logan (en). Les chansons Porcelain et This Velvet Glove en sont notamment imprégnées. Le titre Emit Remmus, « summer time » épelé à l'envers, provient en partie de son amitié avec Melanie Chisholm des Spice Girls,. Porcelain témoigne aussi de sa rencontre avec une jeune mère vivant à la YWCA, qui tente vainement de combattre son alcoolisme tout en vivant avec sa petite fille. Le sarcasme est un autre thème récurrent chez Kiedis, mais cette fois, il en discute beaucoup avec Rubin, qui a lu « une théorie le décrivant comme une forme incroyablement néfaste d'humour qui a pour but de déprimer l'esprit de ses auteurs ». Pour Scar Tissue, le chanteur évoque aussi l'ancien membre du groupe Dave Navarro, qu'il qualifie de « roi du sarcasme ». La chanson Californication a pour but, via de nombreuses métaphores, de dépeindre le mode de vie californien et plus précisément son « côté superficiel », généralement associé à Hollywood. C'est au cours de ses voyages en Thaïlande et en Indonésie que Kiedis en écrit les paroles : il se rend compte que la culture américaine a fortement imprégné les lieux qu'il visite, les tee-shirts de contrefaçon des Red Hot Chili Peppers fleurissant sur les bazars.

### Pochette et illustrations

Le mot-valise Californication donne lieu à une bataille juridique entre le groupe et la chaîne Showtime lorsque cette dernière produit la série homonyme.

Les Red Hot Chili Peppers se servent du mot-valise Californication, formé à partir de Californie et fornication, comme titre d'album et de chanson pour représenter le style de vie superficiel des habitants de l'État, qui se répand partout dans le monde. Lorsque la série télévisée Californication commence à être diffusée sur Showtime en 2007, le groupe attaque en justice la chaîne de télévision pour le nom de la série. Ils estiment que celle-ci « constitue une fausse appellation d'origine, qui a causé et continue de causer un risque de confusion, d'erreur et de tromperie avec la source, l'affiliation et/ou la connexion dans l'esprit du public ». La plainte concerne également Dani California, un personnage utilisé par le groupe dans trois de ses chansons dont Californication et également présent dans la série. Ils réclament non seulement des dommages et intérêts, mais aussi le changement de titre de la série.
Showtime se défend en expliquant que le groupe n'a pas inventé le terme Californication, apparu dès 1972 dans un article du Time intitulé The Great Wild Californicated West. Tom Kapinos, le producteur de la série, affirme s'être inspiré d'un autocollant qu'il a vu dans les années 1970, qui disait « Don't Californicate Oregon »,. En 1992, le groupe canadien de rock alternatif Rheostatics (en) a également sorti un album nommé Whale Music, sur lequel apparaît la chanson California Dreamline et le terme Californication,. Le directeur de la propriété intellectuelle de Pinsent Masons (en), Kim Walker, considère que le groupe aurait dû enregistrer le terme comme marque déposée. La seule demande effectuée provient de Showtime, en avril 2007. Il estime, de façon générale, que « les chansons, les albums et films à succès deviennent des marques en elles-mêmes, mais qu'il est surprenant de voir que peu d'entre elles sont réellement protégées... Les Red Hot Chili Peppers auraient pu enregistrer la marque Californication malgré l'article du Time parce qu'ils l'ont rendu célèbre dans le monde entier, mais ça ne les empêche pas de refuser automatiquement son utilisation pour une émission de télévision ». Pour lui, il est nécessaire que « le titre soit enregistrée comme marque de loisirs. Dans ce cas, il n'y aurait pas eu de procès et la série se serait appelée autrement. Mais en l'état, ce sera une lutte acharnée ». D'après le site TheWrap, le procès se règle en dehors du tribunal en 2011.

## Fiche technique

### Liste des chansons
Toutes les chansons sont écrites et composées par Red Hot Chili Peppers.
| 1.  | Around the World (14 septembre 1999)  | 3:58 |
| 2.  | Parallel Universe (1er décembre 1999) | 4:30 |
| 3.  | Scar Tissue (25 mai 1999)             | 3:37 |
| 4.  | Otherside (11 janvier 2000)           | 4:15 |
| 5.  | Get on Top                            | 3:18 |
| 6.  | Californication (19 juin 2000)        | 5:21 |
| 7.  | Easily                                | 3:51 |
| 8.  | Porcelain                             | 2:43 |
| 9.  | Emit Remmus                           | 4:00 |
| 10. | I Like Dirt                           | 2:37 |
| 11. | This Velvet Glove                     | 3:45 |
| 12. | Savior                                | 4:52 |
| 13. | Purple Stain                          | 4:13 |
| 14. | Right on Time                         | 1:52 |
| 15. | Road Trippin' (9 janvier 2001)        | 3:25 |

| A1. | Around the World (14 septembre 1999)  | 3:58 |
| A2. | Parallel Universe (1er décembre 1999) | 4:30 |
| A3. | Scar Tissue (25 mai 1999)             | 3:37 |
| A4. | Otherside (11 janvier 2000)           | 4:15 |
| B1. | Get on Top                            | 3:18 |
| B2. | Californication (19 juin 2000)        | 5:21 |
| B3. | Easily                                | 3:51 |
| C1. | Porcelain                             | 2:43 |
| C2. | Emit Remmus                           | 4:00 |
| C3. | I Like Dirt                           | 2:37 |
| C4. | This Velvet Glove                     | 3:45 |
| D1. | Savior                                | 4:52 |
| D2. | Purple Stain                          | 4:13 |
| D3. | Right on Time                         | 1:52 |
| D4. | Road Trippin' (9 janvier 2001)        | 3:25 |

| 16. | Gong Li | 3:43 |

| 16. | Quixoticelixer | 4:48 |
| 17. | Over Funk      | 2:58 |
| 18. | Fat Dance      | 3:40 |

| 16. | Gong Li         | 3:43 |
| 17. | How Strong      | 4:42 |
| 18. | Instrumental #2 | 2:43 |

### Interprètes
| Red Hot Chili Peppers - Anthony Kiedis : chant - Flea : basse et trompette - Chad Smith : batterie, percussions - John Frusciante : guitare, claviers, chœurs Musiciens supplémentaires - Greg Kurstin : claviers - Patrick Warren : orgue sur Road Trippin | Personnel de production - Rick Rubin : production - Lindsay Chase : coordinateur production - Vlado Meller : matriçage - Jim Scott : ingénieur du son, mixage - Chris Holmes : ingénieur mixeur - Jennifer Hilliard : assistant ingénieur - Ok Hee Kim : assistant ingénieur - Lawrence Azerrad : art et design de l'album - Red Hot Chili Peppers : art et design de l'album - Sonya Koskoff : photographie - Tony Wooliscroft : photographie |

### Ouvrages
- (en) Jeff Apter, Fornication : The Red Hot Chili Peppers Story, Omnibus Press, 1er octobre 2004, 389 p. (ISBN 978-1-84449-381-4)

1. ↑  Apter 2004, p. 173-181
2. ↑  Apter 2004, p. 244-251

- Rob Fitzpatrick (trad. de l'anglais), Red Hot Chili Peppers Mots pour Mots, Paris, Flammarion, 2004, 143 p. (ISBN 2-08-011320-8)

1. ↑  Fitzpatrick 2004, p. 101
2. ↑  Fitzpatrick 2004, p. 102

- (en) Anthony Kiedis et Larry Sloman, Scar Tissue, Hachette Books, 2005, 480 p. (ISBN 978-1-4013-0745-5)

1. 1 2  Kiedis et Sloman 2005, p. 224-235
2. ↑  Kiedis et Sloman 2005, p. 256-262
3. ↑  Kiedis et Sloman 2005, p. 263-280
4. ↑  Kiedis et Sloman 2005, p. 284-296
5. ↑  Kiedis et Sloman 2005, p. 298-299
6. ↑  Kiedis et Sloman 2005, p. 312
7. ↑  Kiedis et Sloman 2005, p. 390-394
8. 1 2  Kiedis et Sloman 2005, p. 395-399
9. ↑  Kiedis et Sloman 2005, p. 400-402
10. 1 2 3 4 5 6  Kiedis et Sloman 2005, p. 403-404
11. 1 2  Kiedis et Sloman 2005, p. 407-410
12. ↑  Kiedis et Sloman 2005, p. 416
13. 1 2 3 4 5  Kiedis et Sloman 2005, p. 418-422
14. 1 2 3  Kiedis et Sloman 2005, p. 423-424
15. 1 2 3  Kiedis et Sloman 2005, p. 426-430
16. ↑  Kiedis et Sloman 2005, p. 431-434
17. ↑  Kiedis et Sloman 2005, p. 435
18. 1 2  Kiedis et Sloman 2005, p. 444-445
19. ↑  Kiedis et Sloman 2005, p. 405

- Autres ouvrages

1. ↑  Florent Mazzoleni, L'odyssée du rock, Paris, Hors Collection, coll. « Gilles Verlant », 2007, 333 p. (ISBN 978-2-258-07438-5), p. 219
2. ↑  Robert Dimery (trad. de l'anglais), Les 1001 albums qu'il faut avoir écoutés dans sa vie : rock, hip hop, soul, dance, world music, pop, techno, Paris, Flammarion, 2006, 959 p. (ISBN 2-08-201539-4), p. 656

### Articles de presse
1. ↑  (en) Alan Di Perna, « Guided by Voices », Guitar World,‎ juillet 2006
2. ↑  (en) « The 20 Druggiest Albums Ever », Q, no 287,‎ juin 2010
3. ↑  (en) Helen Dalley, « John Frusciante », Total Guitar,‎ 2002
4. ↑  (en) « Review: Californication », Q,‎ juin 1999, p. 112
5. ↑  (en) Fred Shuster, « Sound Check », Los Angeles Daily News,‎ 18 juin 1999 (lire en ligne)
6. 1 2  (en) Mark Woodlief, « Red Hot Chili Peppers Funking: The Power of Positive », Ray Gun, no 70,‎ août 1999
7. ↑  (en) Tim Anderson, « How CDs are remastering the art of noise », The Guardian,‎ 17 janvier 2007 (lire en ligne)
8. ↑  (en) Alona Wartofsky, « Woodstock '99 Goes Up in Smoke », The Washington Post,‎ 27 juillet 1999 (lire en ligne, consulté le 28 mars 2013)
9. 1 2 3 4 5 6  (en) Matt Blackett, « Return of the Prodigal Son », Guitar Player,‎ septembre 1999
10. 1 2  (en) « AMERICAN SCENE: The Great Wild Californicated West », Time,‎ 21 août 1972 (lire en ligne)
11. ↑  (en) Sally Peck, « Red Hot Chili Peppers sue over 'Californication' », The Daily Telegraph,‎ 20 novembre 2007 (lire en ligne)

### Autres sources
1. 1 2 3   [vidéo][Production de télévision] « Behind the Music: Red Hot Chili Peppers episode », 2002, VH1
2. 1 2 3 4 5 6 7  (en) « Gold & Platinum », sur riaa.com (consulté le 9 février 2023)
3. ↑  (en) Steve Huey, « Blood Sugar Sex Magic » (consulté le 27 avril 2013)
4. ↑  (en) Stephen Thomas Erlewine, « One Hot Minute review », sur Allmusic (consulté le 12 juin 2012)
5. 1 2  (en) « John Frusciante Biography - P.2 », sur invisble-movement.net (consulté le 27 avril 2013)
6. ↑  (en) Alex Zafiais, « Blood Sugar Sex Magic: Damaged Genius John Frusciante is Back, Again! », 2004 (consulté le 27 avril 2013)
7. ↑  (en) « Smile from the Streets You Hold », sur johnfrusciante.com (consulté le 27 avril 2013)
8. ↑  (en) « Red Hot Chili Peppers - Chart history », sur Billboard (consulté le 25 mai 2015)
9. ↑  (en) « Official Charts Company », sur officialcharts.com (consulté le 25 mai 2015)
10. ↑  « lescharts.com - Red Hot Chili Peppers - Scar Tissue », sur lescharts.com (consulté le 25 mai 2015)
11. ↑  (en) « Red Hot Chili Peppers - Chart history », sur Billboard (consulté le 15 juillet 2015)
12. ↑  (en) « Billboard Bits: Coachella, Red Hot Chili Peppers, Zakk Wylde », sur billboard.com (consulté le 18 décembre 2012)
13. 1 2  (en) Greg Pato, « Californication - Red Hot Chili Peppers », AllMusic (consulté le 4 septembre 2012)
14. 1 2  (en) Stephen Thompson, « Review: Californication », sur avclub.com, 8 juin 1999 (consulté le 4 septembre 2012)
15. 1 2  (en) Dennis O'Dell, « Red Hot Chili Peppers Californication Review », BBC, 5 janvier 2009 (consulté le 4 septembre 2012)
16. 1 2  (en) Robert Christgau, « Review: Californication » (consulté le 4 septembre 2012)
17. 1 2 3  (en) David Browne, « Californication », Entertainment Weekly (consulté le 4 septembre 2012)
18. 1 2  (en) « NME Track Reviews - californication », NME, 5 août 2000 (consulté le 17 décembre 2012)
19. 1 2  (en) Brent DiCrescenzo, « Red Hot Chili Peppers: Californication », Pitchfork, 8 juin 1999 (consulté le 4 septembre 2012)
20. 1 2 3  (en) Greg Tate, « Red Hot Chili Peppers: Californication », Rolling Stone, 24 juin 1999 (consulté le 12 juin 2012)
21. 1 2  (en) Matthijs van der Lee, « Red Hot Chili Peppers - Californication (album review 3) », Sputnikmusic (consulté le 28 février 2015)
22. ↑  (en) « Californication Sound Quality », sur stylusmagazine.com (consulté le 27 décembre 2012)
23. 1 2  (en) Red Hot Chili Peppers - Chart history – Billboard. Billboard 200. Prometheus Global Media.
24. ↑  (en) « Red Hot Chili Peppers Shine On With Californication », sur mtv.com (consulté le 18 février 2015)
25. 1 2  « Red Hot Chili Peppers Chart History: Canadian Albums », sur Billboard (consulté le 8 février 2023)
26. 1 2  (en) Australian-charts.com – Red Hot Chili Peppers – Californication. ARIA Top 50 album. Hung Medien.
27. 1 2  (en) Charts.org.nz – Red Hot Chili Peppers – Californication. RIANZ. Hung Medien.
28. 1 2  (fi) Finnishcharts.com – Red Hot Chili Peppers – Californication. Suomen virallinen lista. Hung Medien.
29. 1 2  (en) Norwegiancharts.com – Red Hot Chili Peppers – Californication. VG-lista. Hung Medien.
30. 1 2  Lescharts.com – Red Hot Chili Peppers – Californication. SNEP. Hung Medien.
31. 1 2  (en-GB) « UK albums : full Official Chart History », sur Official Charts Company (consulté le 8 février 2023).
32. 1 2  (en) « RIANZ », sur rianz.org.nz (consulté le 9 février 2023)
33. 1 2  (en) « Australian Certification for 2001 », sur aria.com.au (consulté le 9 février 2023)
34. 1 2  (en) « Gold Platinum Database », sur musiccanada.com (consulté le 9 février 2023)
35. ↑  (de) musicline.de, « Die ganze Musik im Internet: Charts, News, Neuerscheinungen, Tickets, Genres, Genresuche, Genrelexikon, Künstler-Suche, Musik-Suche, Track-Suche, Ticket-Suche » (consulté le 18 décembre 2012)
36. 1 2  (de) « Gold-/Platin-Datenbank », sur musikindustrie.de (consulté le 9 février 2023)
37. 1 2  (en) « Gold/Platinum Certifications for BPI », sur bpi.co.uk (consulté le 9 février 2023)
38. 1 2  « Les Certifications », sur snepmusique.com (consulté le 9 février 2023)
39. 1 2  (es) « Discos de Oro y Platino - 2001 », sur capif.org.ar (consulté le 9 février 2023)
40. 1 2  (pt) « Associação Brasileira dos Produtores de Discos », sur abpd.org.br (consulté le 9 février 2023)
41. ↑  (en) « Billboard Magazine: 300 Best Selling Albums (Worldwide) », sur prince.org (consulté le 12 juin 2012)
42. ↑  (en) « Red Hot Chili Peppers, Blink-182, Staind: Alt-Rock Vets Return To the Charts », sur billboard.com (consulté le 18 février 2015)
43. ↑  (en) « 42nd Annual Grammy Awards nominations », sur CNN (consulté le 24 décembre 2012)
44. 1 2  (en) « Acclaimed Music -    Californication », sur acclaimedmusic.net, Acclaimed Music (consulté le 19 février 2015)
45. ↑  (en) « Red Hot Chili Peppers, 'Californication' - 500 Greatest Albums of All Time », sur rollingstone.com (consulté le 19 février 2015)
46. ↑  (de) « Rolling Stone (2004) Die 500 besten Alben aller Zeiten - Kritiker – Rock Pop Musik Bestenlisten – poplist », sur poplist.de (consulté le 19 février 2015)
47. ↑  (de) « Suche - Offizielle Deutsche Charts », sur www.offiziellecharts.de (consulté le 8 février 2023)
48. ↑  (de) Austriancharts.at – Red Hot Chili Peppers – Californication. Ö3 Austria Top 40. Hung Medien.
49. ↑  (nl) Ultratop.be – Red Hot Chili Peppers – Californication. Ultratop 200 albums. Ultratop et Hung Medien / hitparade.ch.
50. ↑  Ultratop.be – Red Hot Chili Peppers – Californication. Ultratop 200 albums. Ultratop et Hung Medien / hitparade.ch.
51. ↑  (en) Spanishcharts.com – Red Hot Chili Peppers – Californication. Top 100 álbumes. Hung Medien.
52. ↑  (en) Italiancharts.com – Red Hot Chili Peppers – Californication. FIMI. Hung Medien.
53. ↑  (nl) Dutchcharts.nl – Red Hot Chili Peppers – Californication. Mega Album Top 100. Hung Medien.
54. ↑  (pl) Oficjalna lista sprzedaży. OLIS. ZPAV.
55. ↑  (en) Portuguesecharts.com – Red Hot Chili Peppers – Californication. AFP. Hung Medien.
56. ↑  (en) Swedishcharts.com – Red Hot Chili Peppers – Californication. Sverigetopplistan. Hung Medien.
57. ↑  (en) Swisscharts.com – Red Hot Chili Peppers – Californication. Schweizer Hitparade. Hung Medien.
58. ↑  (de) « IFPI Austria – Verband der Österreichischen Musikwirtschaft », sur ifpi.at (consulté le 9 février 2023)
59. ↑  (en) « disque d'or et platine 2000 », sur ultratop.be (consulté le 9 février 2023)
60. ↑  (es) « Weekly charts - Charts - Promusicae - Productores de Música de España », sur promusicae.es (consulté le 9 mai 2014)
61. ↑  (fi) « Musiikkituottajat – Tilastot – Kulta- ja platinalevyt », sur ifpi.fi (consulté le 9 février 2023)
62. ↑  (it) « Certificazioni », sur fimi.it (consulté le 9 février 2023)
63. ↑  (no) « IFPI », sur ifpi.no (consulté le 18 février 2015)
64. ↑  (nl) « Goud/Platina », sur nvpi.nl (consulté le 17 octobre 2018)
65. ↑  (pl) « Poland's Platinum-certifications 1995–2014 », sur zpav.pl (consulté le 9 février 2023)
66. ↑  (sv) « Swedish Certification for 2001 », sur ifpi.se (consulté le 9 février 2023)
67. ↑  (en) « The Official Swiss Charts and Music Community », sur swisscharts.com (consulté le 9 février 2023)
68. 1 2 3  (en) billboard.com/RHCP/chart history/billboard hot 100
69. ↑  (en) aria.com.au/charts & accreditations/singles/1999 consulté le 14 février 2023
70. 1 2 3  (it) fimi.it/Certificazioni/red hot chili peppers/singoli/tutti gli anni
71. ↑  (en) bpi.co.uk/RHCP/scar tissue
72. 1 2 3 4  (en) billboard.com/RHCP/chart history/mainstream rock tracks
73. 1 2 3 4 5  (en) billboard.com/RHCP/chart history/alternative songs
74. ↑  (de) tissue/singles
75. 1 2 3 4 5  (de) hitparade.ch/RHCP/song/scar tissue
76. ↑  (en) bac-lac.gc.ca/Rpm/search database/scar tissue/top singles
77. 1 2 3 4 5  (en) officialcharts.com/archives/RHCP/singles
78. 1 2 3  (de) hitparade.ch/RHCP/song/around the world
79. ↑  (da) ifpi.dk/guld og platin/certifceringer/otherside consulté le 14 février 2023
80. ↑  (en) bpi.co.uk/RHCP/otherside
81. ↑  (de) offiziellecharts.de/suche/otherside/singles
82. 1 2 3 4 5 6  (de) [ hitparade.ch/RHCP/song/otherside]
83. ↑  (en) bac-lac.gc.ca/Rpm/search database/otherside/top singles
84. ↑  (da) ifpi.dk/guld og platin/certifceringer/californication consulté le 14 février 2023
85. ↑  (en) bpi.co.uk/RHCP/californication
86. ↑  (de) offiziellecharts.de/suche/californication/singles
87. 1 2 3 4 5  (de) hitparade.ch/RHCP/song/californication
88. ↑  (en) bac-lac.gc.ca/Rpm/search database/californication/top singles
89. ↑  (de) offiziellecharts.de/suche/road trippin'/singles
90. 1 2 3 4  (de) [ hitparade.ch/RHCP/song/road trippin']
91. ↑  (en) VH1, « Red Hot Chili Peppers bio », sur vh1.com (consulté le 27 mars 2013)
92. 1 2 3  (en) « Past Shows - RHCP Tour », sur redhotchilipeppers.com (consulté le 17 mai 2015)
93. ↑  (en) « Reading Festival 1999 », sur readingfestival.com (consulté le 17 mai 2015)
94. ↑  (en) « Leeds Festival 1999 », sur leedsfestival.com (consulté le 17 mai 2015)
95. ↑  (en) « Chili Peppers To Play Atop World Trade Center - MTV », sur MTV (consulté le 17 mai 2015)
96. ↑  (en) « Billboard Music Award - 1999 », sur awardsandwinners.com (consulté le 21 mai 2015)
97. 1 2 3  (en) « Past Shows - RHCP Tour », sur redhotchilipeppers.com (consulté le 17 mai 2015)
98. ↑  (en) Express.co.uk, « Spice Girl Melanie C: Life As I Know It », sur Express.co.uk, 21 novembre 2010 (consulté le 29 juillet 2012)
99. ↑  (en) « 1119_rhcp_lawsuit_wm.pdf », sur aolcdn.com (consulté le 11 juin 2015)
100. 1 2  (en) « Red Hot Chili Peppers could struggle in 'Californication' lawsuit | Pinsent Masons LLP », sur out-law.com (consulté le 11 juin 2015)
101. ↑  (en) « Red Hot Chili Peppers Sue Showtime Over 'Californication' », sur MTV (consulté le 11 juin 2015)
102. ↑  (en) « rheostatics – official website », sur rheostatics.ca (consulté le 11 juin 2015)
103. ↑  
(en) « Kevin Spacey Threatens to Sue Indie Rock Act Over Album Name », thewrap.com (consulté le 11 juin 2015)